# Puchar Albanii w piłce nożnej (2023/2024)
Puchar Albanii w piłce nożnej 2023/2024 – 72. edycja rozgrywek, mających na celu wyłonienie zdobywcy Pucharu Albanii, który uzyska tym samym prawo gry w kwalifikacjach Ligi Konferencji UEFA 2024/2025.
Obrońcą tytułu jest zespół Egnatia Rrogozhinë.

## Uczestnicy
| Kategoria Superiore (I poziom rozgrywkowy) (10 drużyn) | Kategoria e Parë (II poziom rozgrywkowy) (12 drużyn) | Kategoria e Dytë (III poziom rozgrywkowy) (22 drużyny) |
| ------------------------------------------------------ | ---------------------------------------------------- | ------------------------------------------------------ |
| Dinamo Tirana                                          | Apolonia Fier                                        | Mamurrasi                                              |
| Egnatia Rrogozhinë                                     | Besa Kavaja                                          | Klubi Albanët                                          |
| Erzeni Shijak                                          | KS Burreli                                           | Beselidhja                                             |
| KF Laçi                                                | Bylis Ballsh                                         | KS Butrinti                                            |
| Partizani Tirana                                       | KS Elbasani                                          | KS Delvina                                             |
| Kukësi                                                 | Flamurtari Vlora                                     | Devolli                                                |
| Skënderbeu Korcza                                      | Kastrioti Kruja                                      | KF Gramshi                                             |
| Teuta Durrës                                           | Korabi Peshkopi                                      | KS Iliria                                              |
| KF Tirana                                              | KS Lushnja                                           | Labëria FC                                             |
| KF Vllaznia                                            | KF Luzi i Vogël 2008                                 | Luftëtari                                              |
|                                                        | Tomori Berat                                         | Maliqi                                                 |
|                                                        | Vora                                                 | KF Murlani                                             |
|                                                        |                                                      | Naftëtari Kuçova                                       |
|                                                        |                                                      | KF Oriku                                               |
|                                                        |                                                      | KS Pogradeci                                           |
|                                                        |                                                      | Shënkolli                                              |
|                                                        |                                                      | KS Shkumbini                                           |
|                                                        |                                                      | Sopoti Librazhd                                        |
|                                                        |                                                      | Tërbuni Pukë                                           |
|                                                        |                                                      | Turbina Cërrik                                         |
|                                                        |                                                      | KF Valbona                                             |

## Runda wstępna
W rundzie wstępnej mecze rozgrywały zespoły Kategoria e Dytë, 8 drużyn z których 4 awansowały.
| Drużyna 1    | Wynik        | Drużyna 2     |
| ------------ | ------------ | ------------- |
| KS Iliria    | 2:0          | Mamurrasi     |
| KF Murlani   | 2:2 (k. 8:7) | KF Gramshi    |
| KS Shkumbini | 2:1          | Klubi Albanët |
| KS Delvina   | 3:0          | Maliqi        |

## 1/32 finału
W tej rundzie rywalizują łącznie 32 drużyny (4 zwycięzców z rundy wstępnej, 14 drużyn z Kategoria e Dytë, 12 drużyn z Kategoria e Parë i 2 drużyny z Kategoria Superiore), z czego 16 drużyn przejdzie do kolejnej rundy.
| Drużyna 1            | Wynik        | Drużyna 2        |
| -------------------- | ------------ | ---------------- |
| Bylis Ballsh         | 4:1          | KF Murlani       |
| Kastrioti Kruja      | 3:2          | KS Shkumbini     |
| Skënderbeu Korcza    | 3:0          | KS Delvina       |
| Dinamo Tirana        | 3:0          | KS Iliria        |
| Flamurtari Vlora     | 2:0          | Luftëtari        |
| Tomori Berat         | 1:0          | Shënkolli        |
| Korabi Peshkopi      | 4:0          | Devolli          |
| Apolonia Fier        | 4:0          | Naftëtari Kuçova |
| KF Luzi i Vogël 2008 | 3:2          | KS Butrinti      |
| Besa Kavaja          | 3:2          | Sopoti Librazhd  |
| KS Lushnja           | 3:0          | Labëria FC       |
| KS Burreli           | 1:1 (k. 5:4) | KF Valbona       |
| KF Oriku             | 2:0          | KS Pogradeci     |
| Turbina Cërrik       | 4:0          | Veleçiku Koplik  |
| Beselidhja           | 0:3          | KS Elbasani      |
| Tërbuni Pukë         | 2:4          | Vora             |

## 1/16 finału
W tej rundzie rywalizuje łącznie 16 drużyn, które wygrały swoje mecze w 1/32 finału. 8 zwycięzców przejdzie do kolejnej rundy.
| Drużyna 1         | Wynik        | Drużyna 2            |
| ----------------- | ------------ | -------------------- |
| Bylis Ballsh      | 2:2 (k. 3:2) | Vora                 |
| Kastrioti Kruja   | 2:3          | KS Elbasani          |
| Skënderbeu Korcza | 4:0          | Turbina Cërrik       |
| Dinamo Tirana     | 2:0          | KF Oriku             |
| Flamurtari Vlora  | 2:0          | KS Burreli           |
| Tomori Berat      | 0:3          | KS Lushnja           |
| Korabi Peshkopi   | 2:2 (k. 5:4) | Besa Kavaja          |
| Apolonia Fier     | 2:1          | KF Luzi i Vogël 2008 |

## Drabinka
|  |                     |            |                     |   |                           |            |  |  |            |            |  |  |       |       |
|  | 1/8 finału          | 1/8 finału |                     |   | 1/4 finału                | 1/4 finału |  |  | 1/2 finału | 1/2 finału |  |  | Finał | Finał |
|  | 1/8 finału          | 1/8 finału |                     |   | 1/4 finału                | 1/4 finału |  |  | 1/2 finału | 1/2 finału |  |  | Finał | Finał |
|  |                     |            |                     |   |                           |            |  |  |            |            |  |  |       |       |
|  |                     |            |                     |   |                           |            |  |  |            |            |  |  |       |       |
|  | FK Kukësi           | 1          |                     |   |                           |            |  |  |            |            |  |  |       |       |
|  | FK Kukësi           | 1          |                     |   |                           |            |  |  |            |            |  |  |       |       |
|  | KS Elbasani         | 0          |                     |   |                           |            |  |  |            |            |  |  |       |       |
|  | KS Elbasani         | 0          |                     |   | FK Kukësi (k.)            | 0          |  |  |            |            |  |  |       |       |
|  |                     |            |                     |   | FK Kukësi (k.)            | 0          |  |  |            |            |  |  |       |       |
|  |                     |            | FK Partizani Tirana | 1 |                           |            |  |  |            |            |  |  |       |       |
|  | FK Partizani Tirana | 3          | FK Partizani Tirana | 1 |                           |            |  |  |            |            |  |  |       |       |
|  | FK Partizani Tirana | 3          |                     |   |                           |            |  |  |            |            |  |  |       |       |
|  | Apolonia Fier       | 1          |                     |   |                           |            |  |  |            |            |  |  |       |       |
|  | Apolonia Fier       | 1          |                     |   | FK Kukësi                 | 2          |  |  |            |            |  |  |       |       |
|  |                     |            |                     |   |                           |            |  |  |            |            |  |  |       |       |
|  |                     |            | KF Tirana           | 0 |                           |            |  |  |            |            |  |  |       |       |
|  | KF Teuta Durrës     | 2          | KF Tirana           | 0 |                           |            |  |  |            |            |  |  |       |       |
|  | KF Teuta Durrës     | 2          |                     |   |                           |            |  |  |            |            |  |  |       |       |
|  | Skënderbeu Korcza   | 0          |                     |   |                           |            |  |  |            |            |  |  |       |       |
|  | Skënderbeu Korcza   | 0          |                     |   | KF Teuta Durrës           | 0          |  |  |            |            |  |  |       |       |
|  |                     |            |                     |   | KF Teuta Durrës           | 0          |  |  |            |            |  |  |       |       |
|  |                     |            | KF Tirana (k.)      | 0 |                           |            |  |  |            |            |  |  |       |       |
|  | KF Tirana           | 3          | KF Tirana (k.)      | 0 |                           |            |  |  |            |            |  |  |       |       |
|  | KF Tirana           | 3          |                     |   |                           |            |  |  |            |            |  |  |       |       |
|  | Korabi Peshkopi     | 0          |                     |   |                           |            |  |  |            |            |  |  |       |       |
|  | Korabi Peshkopi     | 0          |                     |   | FK Kukësi                 | 0          |  |  |            |            |  |  |       |       |
|  |                     |            |                     |   |                           |            |  |  |            |            |  |  |       |       |
|  |                     |            | Egnatia Rrogozhinë  | 1 |                           |            |  |  |            |            |  |  |       |       |
|  | KF Laçi             | 1          | Egnatia Rrogozhinë  | 1 |                           |            |  |  |            |            |  |  |       |       |
|  | KF Laçi             | 1          |                     |   |                           |            |  |  |            |            |  |  |       |       |
|  | Dinamo Tirana       | 0          |                     |   |                           |            |  |  |            |            |  |  |       |       |
|  | Dinamo Tirana       | 0          |                     |   | KF Laçi                   | 0          |  |  |            |            |  |  |       |       |
|  |                     |            |                     |   | KF Laçi                   | 0          |  |  |            |            |  |  |       |       |
|  |                     |            | Egnatia Rrogozhinë  | 1 |                           |            |  |  |            |            |  |  |       |       |
|  | Egnatia Rrogozhinë  | 2          | Egnatia Rrogozhinë  | 1 |                           |            |  |  |            |            |  |  |       |       |
|  | Egnatia Rrogozhinë  | 2          |                     |   |                           |            |  |  |            |            |  |  |       |       |
|  | KS Lushnja          | 0          |                     |   |                           |            |  |  |            |            |  |  |       |       |
|  | KS Lushnja          | 0          |                     |   | Egnatia Rrogozhinë (p.d.) | 1          |  |  |            |            |  |  |       |       |
|  |                     |            |                     |   |                           |            |  |  |            |            |  |  |       |       |
|  |                     |            | KF Vllaznia         | 0 |                           |            |  |  |            |            |  |  |       |       |
|  | Erzeni Shijak       | 2          | KF Vllaznia         | 0 |                           |            |  |  |            |            |  |  |       |       |
|  | Erzeni Shijak       | 2          |                     |   |                           |            |  |  |            |            |  |  |       |       |
|  | Bylis Ballsh        | 1          |                     |   |                           |            |  |  |            |            |  |  |       |       |
|  | Bylis Ballsh        | 1          |                     |   | Erzeni Shijak             | 2          |  |  |            |            |  |  |       |       |
|  |                     |            |                     |   | Erzeni Shijak             | 2          |  |  |            |            |  |  |       |       |
|  |                     |            | KF Vllaznia (p.d.)  | 1 |                           |            |  |  |            |            |  |  |       |       |
|  | KF Vllaznia         | 4          | KF Vllaznia (p.d.)  | 1 |                           |            |  |  |            |            |  |  |       |       |
|  | KF Vllaznia         | 4          |                     |   |                           |            |  |  |            |            |  |  |       |       |
|  | Flamurtari Vlora    | 0          |                     |   |                           |            |  |  |            |            |  |  |       |       |
|  | Flamurtari Vlora    | 0          |                     |   |                           |            |  |  |            |            |  |  |       |       |
|  |                     |            |                     |   |                           |            |  |  |            |            |  |  |       |       |

## 1/8 finału
W tej rundzie do 8 zwycięzców 1/16 finału dołącza 8 najlepszych drużyn Kategoria Superiore. 8 zwycięzców przeszło do kolejnej rundy.
| Drużyna 1           | Wynik | Drużyna 2         |
| ------------------- | ----- | ----------------- |
| FK Kukësi           | 1:0   | KS Elbasani       |
| FK Partizani Tirana | 3:1   | Apolonia Fier     |
| KF Teuta Durrës     | 2:0   | Skënderbeu Korcza |
| KF Tirana           | 3:0   | Korabi Peshkopi   |
| KF Laçi             | 1:0   | Dinamo Tirana     |
| Egnatia Rrogozhinë  | 2:0   | KS Lushnja        |
| Erzeni Shijak       | 2:1   | Bylis Ballsh      |
| KF Vllaznia         | 4:0   | Flamurtari Vlora  |

## 1/4 finału
W tej rundzie bierze udział 8 zwycięzców 1/8 finału. Do kolejnej rundy awansowały 4 drużyny.
| Drużyna 1                            | Wynik dwumeczu | Drużyna 2           | Pierwszy mecz | Drugi mecz   |
| ------------------------------------ | -------------- | ------------------- | ------------- | ------------ |
| Erzeni Shijak                        | 3:7            | KF Vllaznia         | 2:1           | 1:6 (p.d.)   |
| KF Teuta Durrës                      | 1:1            | KF Tirana           | 0:0           | 1:1 (k. 5:6) |
| KF Laçi                              | 1:4            | Egnatia Rrogozhinë  | 0:1           | 1:3          |
| FK Kukësi                            | 1:1            | FK Partizani Tirana | 0:1           | 1:0 (k. 5:3) |
| Po lewej gospodarz pierwszego meczu. |                |                     |               |              |

## 1/2 finału
W tej rundzie bierze udział 4 zwycięzców 1/4 finału. Do finału awansowały 2 drużyny.
| Drużyna 1                            | Wynik dwumeczu | Drużyna 2   | Pierwszy mecz | Drugi mecz |
| ------------------------------------ | -------------- | ----------- | ------------- | ---------- |
| FK Kukësi                            | 2:1            | KF Tirana   | 2:0           | 0:1        |
| Egnatia Rrogozhinë                   | 2:1            | KF Vllaznia | 1:0           | 1:1 (p.d.) |
| Po lewej gospodarz pierwszego meczu. |                |             |               |            |

## Finał
| Drużyna 1 | Wynik | Drużyna 2          |
| --------- | ----- | ------------------ |
| FK Kukësi | 0:1   | Egnatia Rrogozhinë |

## Najlepsi strzelcy
Stan na 28 września
| Bramki | Strzelcy                     | Drużyna       |
| ------ | ---------------------------- | ------------- |
| 1      | Elion Stafa                  | KS Iliria     |
| 1      | Rafael Villareal             | KS Iliria     |
| 1      | Arlindo Markaj               | KF Murlani    |
| 1      | Ari Djepaxhia                | KF Murlani    |
| 1      | Fation Latifi                | KF Gramshi    |
| 1      | Murilo Brisida Do Nascimento | KF Gramshi    |
| 1      | Mario Teqja                  | KS Shkumbini  |
| 1      | Elvis Xhelili                | KS Shkumbini  |
| 1      | Nifemi Dumoye                | Klubi Albanët |